# Tratado de Neuilly-sur-Seine

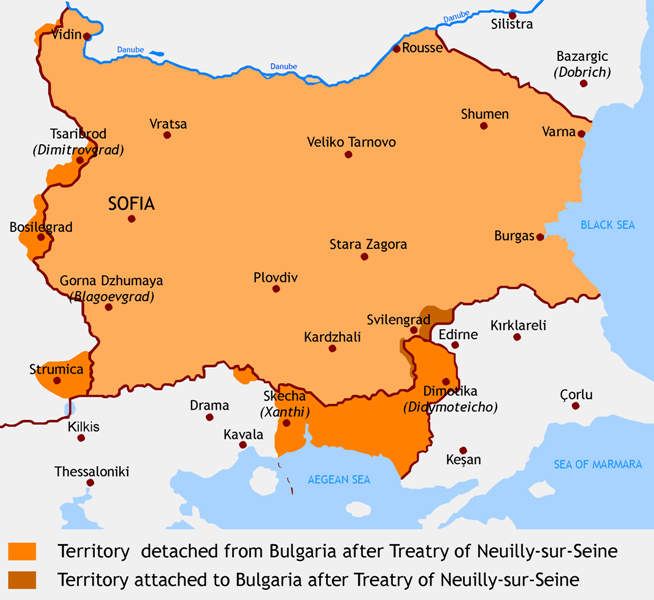
Mapa da Bulgária depois do Tratado de Neuilly-sur-Seine: a cor mais forte as áreas desanexadas da Bulgária

O tratado de Neuilly-sur-Seine foi um acordo de paz firmado em Neuilly-sur-Seine (França) em 27 de novembro de 1919, um ano após o fim da Primeira Guerra Mundial, entre os países vencedores da Guerra e a Bulgária. Seus principais pontos diziam que a Bulgária reconheceria o novo Reino da Iugoslávia, pagaria uma indenização e reduziria o seu exército. Também perdia uma faixa de território ocidental para a Iugoslávia (periferia ocidental búlgara) e cedia a Trácia Ocidental à Grécia, perdendo assim o acesso ao mar Egeu.